# Михаил Колони (улица във Варна)
Вижте пояснителната страница за други значения на Михаил Колони.
„Михаил Колони“ е улица във Варна, намираща се в квартал Център, район Одесос. Тя е един от преките маршрути към морето, тъй като свързва бул. „Княз Борис I“ на запад с бул. „Приморски“ на изток, преминавайки през Шишковата градинка. Наречена е на Михаил Колони – български политик и кмет на Варна от края на XIX век.
Улицата е разположена в историческия център на Варна и на нея са запазени няколко архитектурни паметника. В исторически план на нея са функционирали заведения от местно значение – сиропчийница, сладкарница „Савоя“, ресторант „Кристал“, ресторант „Хайделберг“, пекарната на Апостол Миовски, Арменско дружество „Ереван“. 
На 6 юни 2016 към сухите фонтани в началото на улицата е добавена новата пластика „Рибарят и златната рибка“ През 2019-2020 г. улицата е реконструирана в рамките на архитектурен проект, включващ и Шишковата градинка. Западната част между бул. „Княз Борис I“ и пл. „Екзарх Йосиф“ става пешеходна, а по източната – между 
пл. „Екзарх Йосиф“ и Морската градина е обособена двупосочна велосипедна алея. Пред №18 е поставена статуя на кмета Михаил Колони.

## Обекти
| Сградата на „Михаил Колони“ 4 през 1930 и днес |
| Сградата на „Михаил Колони“ 4 през 1930 и днес |

Северна страна
- Арт център Творисимо

Южна страна
- СОУ „Свети Климент Охридски“
- Руски визов център